# Newdale (Idaho)
Newdale es una ciudad ubicada en el condado de Fremont en el estado estadounidense de Idaho. En el Censo de 2010 tenía una población de 323 habitantes y una densidad poblacional de 608,35 personas por km².

## Geografía
Newdale se encuentra ubicada en las coordenadas 43°53′11″N 111°36′16″O / 43.88639, -111.60444. Según la Oficina del Censo de los Estados Unidos, Newdale tiene una superficie total de 0.53 km², de la cual 0.53 km² corresponden a tierra firme y (0%) 0 km² es agua.

## Demografía
Según el censo de 2010, había 323 personas residiendo en Newdale. La densidad de población era de 608,35 hab./km². De los 323 habitantes, Newdale estaba compuesto por el 90.71% blancos, el 0% eran afroamericanos, el 0% eran amerindios, el 0% eran asiáticos, el 0% eran isleños del Pacífico, el 7.43% eran de otras razas y el 1.86% pertenecían a dos o más razas. Del total de la población el 12.69% eran hispanos o latinos de cualquier raza.